# Robert de Ferrières (6e comte de Derby)
Pour les articles homonymes, voir Robert de Ferrières.
Robert III de Ferrières (1239-1279) est un baron anglais, comte de Derby de 1254 à 1266.
Fils de Guillaume de Ferrières et de Marguerite de Quincy, il épouse en 1249 Marie, fille d'Hugues XI de Lusignan, le demi-frère du roi Henri III d'Angleterre. Lorsque son père meurt, il est encore mineur et devient pupille du prince Édouard, mais celui-ci vend cette charge à Pierre de Savoie en 1257.
Durant la Seconde Guerre des barons, il rallie les révoltés menés par Simon de Montfort, mais celui-ci le fait enfermer à la Tour de Londres en 1265. Il reçoit le pardon du roi après la défaite et la mort de Montfort, mais choisit de ranimer la rébellion l'année suivante. Il est vaincu, dépouillé de ses terres et de ses titres et enfermé à la Tour jusqu'en 1269. Il passe le reste de sa vie à tenter de les reprendre, sans succès.
Veuf et sans enfants, Robert de Ferrières se remarie en 1269 avec Aliénor de Bohun, petite-fille du comte de Hereford Humphrey de Bohun. Ils ont deux enfants :
- John (1271 – v. 1324), premier baron Ferrers de Chartley ;
- Aliénor, épouse Robert FitzWalter, premier baron FitzWalter.